# Irene Handl
Irene Handl (Maida Vale, 27 dicembre 1901 – Kensington, 29 novembre 1987) è stata un'attrice e scrittrice britannica.

## Biografia
Nata a Maida Vale, Londra, Irene Handl ha recitato in ruoli minori di film storici come Night Train to Munich e Breve incontro. Tra i ruoli degni di nota ricordiamo la moglie dell'attivista sindacale Fred Kite (interpretato da Peter Sellers) in Nudi alla meta (1959); Mrs Gammon, la formidabile cuoca, al fianco di Gordon Harker in Small Hotel (1957); la padrona di casa di Tony Hancock in The Rebel (1961); la governante di Sherlock Holmes, la signora Hudson, in Vita privata di Sherlock Holmes (1970); e la madre comunista di Morgan, la signora Delt, in Morgan matto da legare (1966).
Handl morì nel suo appartamento a Kensington, West London, il 29 novembre 1987, all'età di 85 anni a causa di un cancro. Non si sposò mai.

## Filmografia parziale
- Missing, Believed Married, regia di John Paddy Carstairs (1937)
- Strange Boarders, regia di Herbert Mason (1938)
- Mrs. Pym of Scotland Yard, regia di Fred Elles (1940)
- Dr. O'Dowd, regia di Herbert Mason (1940)
- The Girl in the News, regia di Carol Reed (1940)
- Night Train to Munich, regia di Carol Reed (1940)
- George and Margaret, regia di George King (1940)
- Mr. Proudfoot Shows a Light, regia di Herbert Mason (1941)
- Gasbags, regia di Walter Forde (1941)
- Spellbound, regia di John Harlow (1941)
- La Primula Smith ("Pimpernel" Smith), regia di Leslie Howard (1941)
- Uncensored, regia di Anthony Asquith (1942)
- I'll Walk Beside You, regia di Maclean Rogers (1943)
- The Flemish Farm, regia di Jeffrey Dell (1943)
- Dear Octopus, regia di Harold French (1943)
- Rhythm Serenade, regia di Gordon Wellesley (1943)
- It's in the Bag, regia di Herbert Mason (1944)
- Give Us the Moon, regia di Val Guest (1944)
- Mr. Emmanuel, regia di Harold French (1944)
- Medal for the General, regia di Maurice Elvey (1944)
- One Exciting Night, regia di Walter Forde (1944)
- Kiss the Bride Goodbye, regia di Paul L. Stein (1945)
- For You Alone, regia di Geoffrey Faithfull (1945)
- Great Day, regia di Lance Comfort (1945)
- Breve incontro (Brief Encounter), regia di David Lean (1945)
- I'll Turn to You, regia di Geoffrey Faithfull (1946)
- Il porto delle tentazioni (Temptation Harbour), regia di Lance Comfort (1947)
- Ricatto (The Shop at Sly Corner), regia di George King (1947)
- The Hills of Donegal, regia di John Argyle (1947)
- La diva in vacanza, regia di Terence Young (1948)
- The Belles of St. Trinian's, regia di Frank Launder (1954)
- Domani splenderà il sole (A Kid for Two Farthings), regia di Carol Reed (1955)
- Occhio di lince (Who Done It?), regia di Basil Dearden (1956)
- La chiave (The Key) regia di Carol Reed (1958)
- Nudi alla meta (I'm All Right Jack), regia di John Boulting (1959)
- Su e giù per le scale (Upstairs and Downstairs), regia di Ralph Thomas (1959)
- La scuola dei dritti (School for Scoundrels), regia di Robert Hamer (1960)
- Un alibi (troppo) perfetto (Two-Way Stretch), regia di Robert Day (1960)
- Lassù qualcuno mi attende (Heavens Above!), regia di John e Roy Boulting (1963)
- Morgan matto da legare (Morgan: A Suitable Case for Treatment), regia di Karel Reisz (1966)
- Onyricon (Wonderwall), regia di Joe Massot (1968)
- Un colpo all'italiana (The Italian Job), regia di Peter Collinson (1969)
- Vita privata di Sherlock Holmes, regia di Billy Wilder (1970)
- L'amica delle 5 ½ (On a Clear Day You Can See Forever), regia di Vincente Minnelli (1970)
- Io, Beau Geste e la legione straniera (The Last Remake of Beau Geste), regia di Marty Feldman (1977)
- Stand Up, Virgin Soldiers, regia di Norman Cohen (1977)
- La grande truffa del Rock 'n' Roll (The Great Rock 'n' Roll Swindle), regia di Julien Temple (1980)
- Absolute Beginners, regia di Julien Temple (1986)

## Doppiatrici italiane
- Franca Dominici in Morgan matto da legare, L'amica delle 5 ½
- Giovanna Scotto in La chiave[3]
- Lydia Simoneschi in Un colpo all'italiana[4]